# Chaetoneura
Chaetoneura là một chi bướm ngày thuộc họ Bướm nâu.